# 틴 팬 앨리
틴 팬 앨리(Tin Pan Alley)는 19세기에서 20세기 초까지 미국 대중음악을 장악한 뉴욕 시 음악 출판업자와 작곡가 집단을 이르는 총칭이다. 맨해튼 플라워 지구의 웨스트 28번가와 5와 6번가 사이의 특정 구역에 붙여진 이름에 유래한다. 28번가와 브로드웨이 및 6번가 사이에는 이를 기념하는 명판이 있다. 틴 팬 앨리의 시초는 1885년 전후로 생각되며 그때 음악 출판업자들은 동일한 맨해튼의 지구에 상점을 개업했다. 틴 팬 앨리의 종말은 그보다 불분명하다. 일각에서는 미국 대중음악의 원동력인 악보를 대체한 축음기, 라디오, 장편영화가 등장한 1930년대의 대공황 초기라고 어림짐작한다. 또 일각에서는 1950년대까지 지속되다 브릴 빌딩에 집중된 로큰롤 흥기로 변한 세태에 설 곳을 잃었다고 주장한다. "틴 팬 앨리"의 어원도 불분명하다. 한 문헌은 많은 피아노 소리를 경멸조로 언급하는 것이라고 하며(피아노 소리를 양철 냄비 두들기는 소리와 비교하는 것이다), 다른 문헌은 작곡가들이 더 두들기는 소리가 나게 피아노를 개조하는 데에서 유래한다고 주장한다. 세월이 흐르면서 이 단어는 미국 음악산업 전반을 지칭하는 단어로 변질됐다.

## 같이 보기
- 브릴 빌딩
- 그레이트 아메리칸 송북